# Шарп, Дэвид (энтомолог)
Дэвид Шарп (англ. David Sharp, 18 октября, 1840 — 27 августа, 1922) — английский врач и энтомолог, член Лондонского королевского общества. Научные исследования Шарпа были в основном связаны с Coleoptera. В 1899—1913 годах под его редакцией вышло 3-томное (из 18 книг) издание «Фауна Гавайев, или зоология Сандвичевых (Гавайских) островов», положившее основу дальнейших исследований животного мира Гавайских островов.

## Биография
Дэвид Шарп родился 18 октября 1840 года в Тоучестере (Нортгемптоншир, Англия). В 12 лет он переехал вместе с родителями в Лондон. В Лондоне он получил среднее образование и с 17 лет помогал своему отцу-торговцу кожами. Вскоре он заинтересовался жуками, которых любил собирать в соседних лесах и на болотах. Тогда же оказалось, что ему совершенно не нравится заниматься бизнесом и он решил стать доктором. Два года он учился в Госпитале св. Бартоломью, а затем продолжил медицинское образование в Эдинбургском университете, где в 1866 году получил степень бакалавра медицины. После этого был доктором сначала в Лондоне, а затем в Шотландии. В 1882 году после смерти родителей Шарп вернулся в Англию и жил недалеко от Лондона. Он не забывал своего увлечения жуками и в 1885 году он был приглашён куратором музея Гарвардского университета в Кембридже, в котором он проработал 19 лет по ухода на пенсию в 1904 году. В 1904 году он поселился в Брокенхёрсте в построенной им резиденции на самом краю Нью-Фореста. Умер 27 августа 1922 года.

### Занятия энтомологией
В 1862 году Шарп стал членом Энтомологического общества Лондона, был его президентом в 1887 и 1888 годах, позже также занимал в нём важные должности. В 1886 года стал членом Зоологического общества, а с 1888 года — членом Линнеевского общества. Шарп совершил несколько путешествий, включая Испанию.
Шарп является автором многих важных статей по биологии насекомых, в частности жуков, по зоологической номенклатуре, по распространению растений и животных мира и других научных работ.

## Основные работы
- 1869 A revision of the British species of Homalota. Transactions of the Entomological Society of London, 1869(2-3), 91-272.
- 1874 The Staphylinidae of Japan. Transactions of the Entomological Society of London 1874: 1-103.
- 1876 Contributions to an insect fauna of the Amazon Valley Transactions of the Entomological Society of London 1876: 27-424.
- 1880—1882 Monograph On Aquatic Carnivorous Coleoptera or Dytiscidae Scientific Transactions of the Royal Dublin Society 2: 1-800.
- 1888 The Staphylinidae of Japan. The Annals and Magazine of Natural History, (6)2,. 277—477. 1876
- 1882—1886 (1882—1886) Staphylinidae. pp. 145—824. In: 1882—1887. Biologia Centrali-Americana. Insecta. Coleoptera. 1(2). London: Taylor & Francis, xvi+824 pp., 19 plates.
- 1887 Pselaphidae. pp. 1-46. In: 1887—1905. Biologia Centrali-Americana. Insecta. Coleoptera. 2(1). London: Taylor & Francis, xii+717 pp., 19 plates.
- 1891 Syntellidae. In: Biologia centrali- americana. Coleoptera, Insecta. Coleoptera. 2(1). London: Taylor & Francis. 438—440.
- 1896—1913 (с Робертом Сирилом Лейтоном Перкинсом и Альфредом Ньютоном) Fauna Hawaiiensis.
- 1912 (с Фредериком Артуром Годфри Мюиром) The comparative anatomy of the male genital tube in Coleoptera. Transactions of the Entomological Society of London. III: 477—462.